# Градус (геометрія)
Градус (від лат. gradus — крок, щабель, ступінь)) — позасистемна неметрична одиниця вимірювання площинних кутів, яка дорівнює 1/90 частині прямого кута. Інші назви — градус дуги, кутовий градус, градус кута, дуговий градус. Зазвичай позначається знаком °.
1° = 60′ = 3600″ (або 60′ × 60″),
де 1′ — мінута, 1″ — секунда. Один повний оберт становить 360°, прямий кут — 90°, розгорнутий — 180°. Градус використовують також для вимірювання дуг кола (повне коло становить 360°). Для позначення мінут і секунд використовують знаки штриха та подвійного штриха. В Україні у сфері законодавчо регульованої метрології офіційно назва кутової «мінути» визначена як «хвилина».
Градус не входить у Міжнародну систему одиниць (SI): одиницею для вимірювання кутів у ній є радіан. Але градус згадується в ній як одиниця, прийнята до використання. Оскільки повний оберт дорівнює 2π радіанам, один градус дорівнює⁠ π/180 радіана.
Якщо побудувати коло радіусом 57 см, то 1° приблизно відповідатиме 1 см довжини дуги цього кола.

## Історія

Коло з рівносторонньою хордою (червона лінія). Одна шістдесята частина цієї дуги становить один градус. Шість таких хорд утворюють коло.

Чому саме градус став одиницею для вимірювання обертань і кутів, достеменно невідомо. За однією з теорій, це пов'язано з тим, що 360 — це приблизна кількість днів у році. Стародавні астрономи помітили, що Сонце, рухаючись екліптикою впродовж року, щодня долає на своєму шляху приблизно 1/360 кола. У деяких стародавніх календарях, як-от у перському й вавилонському, рік складався з 360 днів. Використання таких календарів, імовірно, пов'язане з появою шістдесяткової системи числення.
За іншою теорією, вавилоняни поділяли коло, використовуючи як базову одиницю кут правильного трикутника, а потім поділяли останній на 60 частин, оскільки користувалися шістдесятковою системою числення. Тригонометрія, якою оперували вавилонські астрономи та їхні давньогрецькі послідовники, базувалася на хордах кола. Природною базовою величиною була хорда, довжина якої дорівнювала радіусу. Одна шістдесята частина цієї величини, за стандартним шістдесятковим поділом, дорівнювала градусу.
Першими вченими, які почали систематично використовували астрономічні знання й методи стародавнього Вавилону, найімовірніше, були Аристарх Самоський і Гіппарх. Ділити коло на 360 градусів, а градус — на 60 мінут, почали давньогрецькі вчені Тімохаріс, Аристарх Самоський, Арістілл, Архімед і Гіппарх. Ератосфен використовував простішу шістдесяткову систему: він розділяв коло на 60 частин.
Ще одним мотивом для вибору числа 360 могло бути те, що воно має багато дільників — 24, що робить його одним із лише 7 чисел, для яких немає числа, менше ніж удвічі більшого за 360, яке має більше дільників (послідовність A072938 в Інтерактивній енциклопедії цілочислових послідовностей (OEIS). Крім того, 360 ділиться на всі числа від 1 до 10, крім 7. Для цієї властивості є багато корисних практичних застосувань — наприклад, поділ Землі на 24 часові пояси, кожен із яких номінально становить 15° довготи, що відповідає встановленій 24-годинній добовій конвенції.
Можливо, вибір числа 360 зумовили одразу кілька з наведених вище факторів. За цією теорією, початковим числом було 365 — приблизна кількість днів у році, але з математичних причин, наведених вище, його округлили до 360.

## Визначення
Градус як одиниця вимірювання кутів у шістдесятковій системі числення визначається як 1⁄90 частина прямого куту. Таким чином:
- Прямий кут = 90 градусів
- 1 градус = 60 кутових хвилин.
- 1 кутова хвилина = 60 кутових секунд.

Шестидесяткова система походить із Месопотамії: астрономи й математики часто використовували для своїх обчислень числа в шестидесятковій системі, що полегшувало їхні обчислення.

## Градус у Міжнародній системі одиниць та його юридичне використання
Градус не входить у Міжнародну систему одиниць, але вона дозволяє його використання.
До 2009 року Європейський Союз прийняв дві директиви про одиниці вимірювання. У 1971 році була прийнята Директива 71/354/ЄЕС, яка вимагала від держав — членів ЄС перейти з використовуваних тоді систем СГС і МКС на SI. Другою, яка замінила першу, була Директива 80/181/ЄЕС, прийнята в 1979 році і згодом кілька разів змінена (у 1984, 1989, 2000 і 2009 роках).
Використання градусів шістдесяткової системи є законним у Швейцарії відповідно до Федерального закону про метрологію, Loi fédérale sur la métrologie.

## Особливості запису
Стандарт ДСТУ 80000-03:2016 «Величини та одиниці» рекомендує не вживати кутові хвилини й секунди, а натомість використовувати десяткові частки градуса. Писати символ градуса ° потрібно після останнього десяткового знака, а не після цілої частини градусів, без проміжку між цифрою і символом градуса:
- Неправильно: 40°,1875 (неправильне положення символу градуса), 40°,1875 ° (зайвий пробіл)
- Правильно: 40,1875°

Не слід плутати запис позначень градусів, якими вимірюють кути і температуру. Позначення градусів із температурною шкалою пишуть із проміжком: 100 °C (градус Цельсія), 451 °F (градус Фаренгейта).

## Частки градуса
Градус — досить малий кут, тому найчастіше на практиці достатньо вимірювати кути в цілих кількостях градусів. Якщо ж потрібна більша точність, як-от, наприклад, в астрономії або для обчислення географічних координат (широти й довготи), дрібніші частки градусів можна записувати двома способами.
- Перший спосіб — використовувати десяткові частки градуса, наприклад, 40,1875°. В англомовній літературі такий запис називається DD notation (decimal degrees)[30][31].
- Другий спосіб — використовувати традиційні частки шістдесяткової системи: один градус поділяється на 60 мінут (в Україні у сфері законодавчо регульованої метрології назва цієї одиниці офіційно визначена як «кутова хвилина»[32]), а одна мінута — на 60 кутових секунд. В англомовній літературі запис величин кутів у градусах, мінутах і кутових секундах називається DMS notation (degrees-minutes-seconds)[33][34]. Ці частки градуса, які також називають дуговою хвилиною і дуговою секундою, позначають, відповідно, одинарним (′) і подвійним (″) штрихами. Наприклад, 40,1875° = 40° 11′ 15″. Якщо потрібна ще більша точність, використовують десяткові частки кутової секунди.

На морських картах для полегшення вимірювання кути позначають у градусах і мінутах із десятими частками; 1 мінута широти дорівнює 1 морській милі. Наведений вище приклад можна було б записати як 40° 11,25′. Зазвичай штрих відкидають і записують як 11′ 25 або 11′ .25).
Аль-Каші та інші стародавні астрономи використовували стару систему, яка була продовженням шістдесяткової системи і передбачала запис ступенів поділу — третій, четвертий тощо, але сьогодні її вживають рідко. Ці частки записували римськими цифрами у верхньому індексі, які позначали кількість шістдесятих часток: 1I — одиниця однократного поділу (мінута), 1II — двократного (кутова секунда), 1III — трикратного, 1IV — чотирикратного, і так далі. Від цієї системи походять сучасні символи для мінути (′) й кутової секунди (″), а саме слово «секунда» (лат. secunda) є скороченням виразу secunda divisio (другий поділ — спочатку градуса, а згодом години).
До градуса можна застосовувати префікси одиниць вимірювання, утворюючи, наприклад, міліградуси, мікроградуси тощо. Крім того, поряд із кутовою секундою, вживають її десяткові частки: мілісекунди (англ. milliarcseconds, mas), мікросекунди (англ. microarcseconds, µas), пікосекунди (англ. picoarcseconds, pas) тощо. Вони не входять до Системи SI (яка рекомендує натомість вживати мілірадіани, мікрорадіани тощо), але допускаються до застосування. До мінут префікси одиниць вимірювання не застосовують.
Мінути і кутові секунди активно застосовують в астрономії: ними вимірюють діаметри віддалених космічних об'єктів, власний рух зір тощо.

## Величини деяких об'єктів у градусах

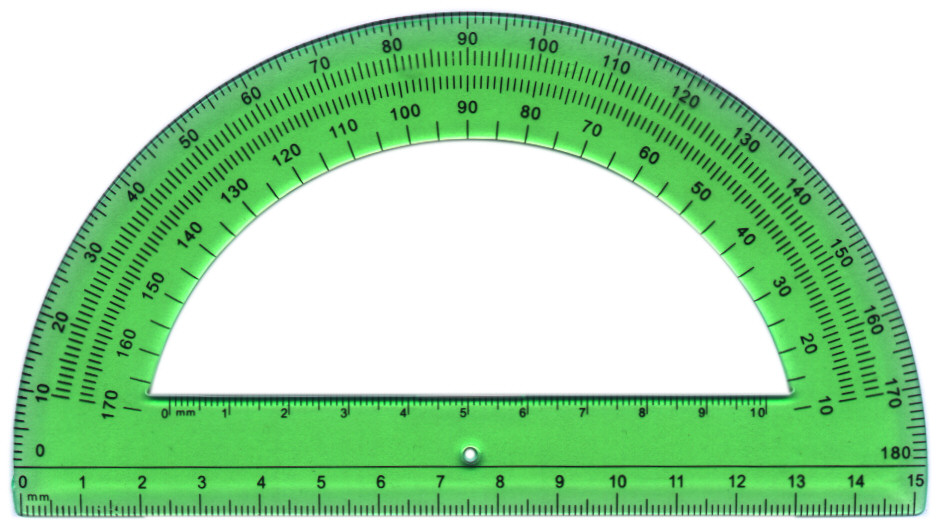
Транспортир для вимірювання кутів від 0° до 180°, проградуйований у градусах.

Для вимірювання кутів у побутових умовах і в школі використовують транспортир.
- Галактика Андромеди — ≈3°
- Земля (з Місяця) — ≈2°
- Палець на витягнутій руці — ≈1°
- Сонце — ≈0,53°
- Місяць — від 0,49° до 0,56° залежно від положення на орбіті
- Літак Boeing 737 на висоті 10 км — ≈0,23°
- Міжнародна космічна станція, яка пролітає в зеніті, — ≈0,01°
- Юпітер — 0,008—0,014° (30–50 кутових секунд)
- Венера — 0,003—0,017°

Людину зростом 180 см буде видно під кутом в 1° з відстані ≈103 м, 16-поверховий будинок — з 2,5 км, Київську телевежу — з 22 км.

## Інші одиниці вимірювання кутів

Схема відповідності радіанів і градусів

### Радіан
У більшості математичних робіт, присвячених темам поза межами практичної геометрії, кути зазвичай вимірюють не в градусах, а в радіанах. Це зумовлено різними причинами; наприклад, оперувати тригонометричними функціями простіше і «природніше», коли їхні аргументи виражаються в радіанах, тому в математиці поділяти коло на 360 градусів не так зручно.
Один радіан — це площинний кут, утворений двома радіусами так, що довжина дуги кола між ними дорівнює радіусу цього кола. Вимірювання кута в радіанах показує, у скільки разів довжина дуги кола, що спирається на цей кут, відрізняється від його радіуса.
Один повний оберт (360°) дорівнює 2π радіанам — отже, 180° дорівнює π радіанам. Інакше кажучи, градус можна вважати математичною константою:
1° = π⁄180.
Радіан є безрозмірнісною одиницею вимірювання і має позначення рад (міжнародне — rad), але зазвичай його опускають.

### Град (гон)
З розвитком метричної системи, заснованої на степенях числа 10, у Франції та сусідніх із нею країнах робилися спроби замінити звичайні градуси метричними — тобто заснованими на десятковій системі числення (не плутати з описаними вище десятковими градусами). Пропонувалося ділити прямий кут на 100 метричних градусів, а повне коло, відповідно, — на 400. Цей метричний градус дістав окрему назву — град.
Співвідношення з іншими одиницями вимірювання кутів:
1 град = 0,9° = 1⁄100 прямого кута = π⁄200 радіана.
1° = 10⁄9 града.

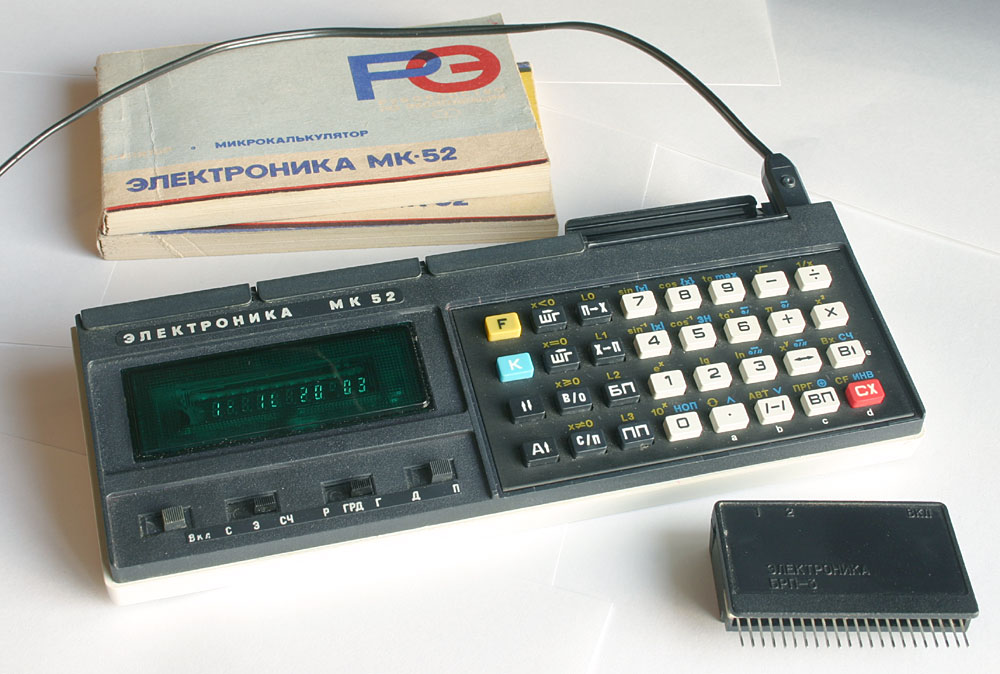
Перемикач Р/ГРД/Г (зліва внизу) на програмованому калькуляторі «Електроніка МК-52» визначає, як обчислюватимуться тригонометричні функції — у радіанах (Р), градах (ГРД) чи в градусах (Г).

В Україні град дозволений до застосування у сфері законодавчо регульованої метрології нарівні з радіаном. Він використовується в геодезії та маркшейдерській справі, а також для градуювання лімбів кутомірних приладів. Одну десяту, одну соту, одну тисячну частину града відповідно називають дециград, сантиград, міліград тощо.
Через плутанину з уже існуючими термінами grad і grade у деяких північноєвропейських країнах метричний градус почали називати «новим градусом»: у німецькій мові — Neugrad (тоді як «старий» градус — Altgrad), у данській, шведській і норвезькій — nygrad (також gradian), в ісландській — nýgráða. Щоб покласти край цій плутанині, пізніше новій одиниці вимірювання кутів штучно призначили назву gon (гон), яка і стала її міжнародним позначенням. У Класифікаторі системи позначень одиниць вимірювання та обліку ДК 011-96 вона теж називається гон.
Наполеон Бонапарт, тогочасний імператор Франції, відкинув ідею переходу на метричну систему, але в деяких сферах гради прижилися. Під час Першої світової війни французькі артилерійські приціли градуювали в дециградах (1⁄4000 кола). Більшість наукових калькуляторів мають можливість рахувати в градах.

### Міл
У військовій справі найчастіше використовується особлива одиниця вимірювання кутів — міл, або тисячна. Вона приблизно дорівнює одному мілірадіану (приблизно 1⁄6283). Один міл приблизно дорівнює 0,057296 градуса або 3,4377 мінути (кутової хвилини — MOA).
Один міл приблизно дорівнює одному метру на відстані тисячі метрів. Цей факт дає змогу обійтися без тригонометричних обчислень і швидко визначати розміри цілей і відстані до них при розрахунках стрільби з гвинтівки й артилерії, що працює на коротких відстанях.
В армії Російської імперії використовували тисячну з іншим значенням. У повне коло вписували шість правильних трикутників, кожен із яких становив одну шосту частину кола, а кожну з цих шостих частин ділили ще на 100 частин. Таким чином, усе коло ділилося на 600 частин (6 × 100). Це можна побачити на лінійці (ранньому приладі для наведення непрямої артилерійської стрільби) 1900 року, яка зберігається e Військово-історичному музеї артилерії, інженерних військ і військ зв'язку в Санкт-Петербурзі.

### Градус в інших одиницях вимірювання
{\displaystyle 1^{\circ }={\frac {2\pi }{\displaystyle {360}}}} радіана {\displaystyle ={\frac {\pi }{\displaystyle {180}}}={\frac {1}{\displaystyle {p}}}\approx {\frac {1}{\displaystyle {57{,}295779513^{\circ }}}}} {\displaystyle \approx 0{,}0174532925} (радіан в 1°)
{\displaystyle 1^{\circ }={\frac {1}{360}}} оберта = 0,002(7) оберта = 0,0027777777… оберта
{\displaystyle 1^{\circ }={\frac {400}{360}}} града = 1,(1) града = 1,1111111111… града

### Деякі примітні кути в різних одиницях вимірювання
| Частини кола (оберти) | Радіани (рад)  | Градуси (°) | Мінута (кутова хвилина) (′) | Кутова секунда (″)        | Гради (град) | Примітка                    |
| --------------------- | -------------- | ----------- | --------------------------- | ------------------------- | ------------ | --------------------------- |
| 0                     | 0              | 0           | 0                           | 0                         | 0            |                             |
| 1/400                 | π/200 (0,157…) | 0,9         | 54 (0,9 × 60)               | 3240 (0,9 × 60 × 60)      | 1            | Один град                   |
| 1/360                 | π/180 (0,175…) | 1           | 60                          | 3600 (60 × 60)            | 10/9         | Один градус                 |
| 1/72                  | π/36 (0,873…)  | 5           | 300 (5 × 60)                | 18 000 (5 × 60 × 60)      | 5/9          |                             |
| 1/24                  | π/12 (0,262…)  | 15          | 900 (15 × 60)               | 54 000 (15 × 60 × 60)     | 162/3        |                             |
| 1/16                  | π/8 (0,393…)   | 22,5        | 1350 (22,5 × 60)            | 81 000 (22,5 × 60 × 60)   | 25           | Чверть прямого кута         |
| 1/12                  | π/6 (0,524…)   | 30          | 1800 (30 × 60)              | 108 000 (30 × 60 × 60)    | 331/3        |                             |
| 1/10                  | π/5 (0,628…)   | 36          | 2160 (36 × 60)              | 129 600 (36 × 60 × 60)    | 40           | Десята частина повного кола |
| 1/8                   | π/4 (0,393…)   | 45          | 2700 (45 × 60)              | 162 000 (45 × 60 × 60)    | 50           | Половина прямого кута       |
| 1/2π                  | 1              | ≈57,3       | ≈3437,75…                   | ≈206 264,8…               | ≈63,7        |                             |
| 1/6                   | π/3 (1,047…)   | 60          | 3600 (60 × 60)              | 216 000 (60 × 60 × 60)    | 662/3        | Третина розгонутого кута    |
| 1/5                   | 2π/5 (1,257…)  | 72          | 4320 (72 × 60)              | 259 200 (72 × 60 × 60)    | 80           | П'ята частина повного кола  |
| 1/4                   | π/2 (1,571…)   | 90          | 5400 (90 × 60)              | 324 000 (90 × 60 × 60)    | 100          | Прямий кут                  |
| 1/3                   | 2π/3 (2,094…)  | 120         | 7200 (120 × 60)             | 432 000 (120 × 60 × 60)   | 1331/3       | Третина повного кола        |
| 2/5                   | 4π/5 (2,513…)  | 144         | 8640 (144 × 60)             | 518 400 (144 × 60 × 60)   | 160          | Дві п'ятих повного кола     |
| 1/2                   | π (3,141…)     | 180         | 10 800 (180 × 60)           | 648 000 (180 × 60 × 60)   | 200          | Розгорнутий кут             |
| 3/4                   | 3π/2 (4,712…)  | 270         | 16 200 (270 × 60)           | 972 000 (270 × 60 × 60)   | 300          | Три чверті повного кола     |
| 1                     | 2π (2,283…)    | 360         | 21 600 (360 × 60)           | 1 296 000 (360 × 60 × 60) | 400          | Повне коло                  |